# Cymburgis van Mazovië
Cymburgis van Mazovië (Warschau, ca. 1394 - Türnitz, 28 september 1429) was een dochter van Ziemovit IV van Mazovië en Alexandra van Litouwen. 
Cymburgis trouwde met Ernst I van Habsburg en werd zodoende hertogin van Oostenrijk. Zij baarde tien kinderen; vijf zonen en vijf dochters. In 1415 werd haar zoon Frederik geboren; door hem zou Cymburgis de stammoeder van alle latere Habsburgers worden, omdat alleen Frederiks tak van de familie bleef voortbestaan.

## Nageslacht
Vijf van Cymburgis' kinderen stierven jong; de overige vier worden hieronder genoemd.
- Frederik (1415 - 1493)
- Margaretha (1416 - 1486)
- Albert (1418 - 1463)
- Catharina (1420 - 1493)

## Voorouders
| Voorouders van Cymburgis van Mazovië (1394–1429) | Voorouders van Cymburgis van Mazovië (1394–1429)                         | Voorouders van Cymburgis van Mazovië (1394–1429)                         | Voorouders van Cymburgis van Mazovië (1394–1429)                         | Voorouders van Cymburgis van Mazovië (1394–1429)                         | Voorouders van Cymburgis van Mazovië (1394–1429)                         | Voorouders van Cymburgis van Mazovië (1394–1429)                         | Voorouders van Cymburgis van Mazovië (1394–1429)                         | Voorouders van Cymburgis van Mazovië (1394–1429)                         |
| ------------------------------------------------ | ------------------------------------------------------------------------ | ------------------------------------------------------------------------ | ------------------------------------------------------------------------ | ------------------------------------------------------------------------ | ------------------------------------------------------------------------ | ------------------------------------------------------------------------ | ------------------------------------------------------------------------ | ------------------------------------------------------------------------ |
| Overgrootouders                                  | Trojden I van Czersk (1284-1341) ∞ Maria van Galicië (1293-1341)         | Trojden I van Czersk (1284-1341) ∞ Maria van Galicië (1293-1341)         | Nicolaas II van Troppau (1288–1365) ∞ Anna van Ratibor (-1340)           | Nicolaas II van Troppau (1288–1365) ∞ Anna van Ratibor (-1340)           | Gediminas (1275–1341) ∞ ?(-)                                             | Gediminas (1275–1341) ∞ ?(-)                                             | ? (1296–1377) ∞ ? (–)                                                    | ? (1296–1377) ∞ ? (–)                                                    |
| Grootouders                                      | Ziemovit III van Mazovië (1314–1381) ∞ Euphemia van Troppau (1319-1352)  | Ziemovit III van Mazovië (1314–1381) ∞ Euphemia van Troppau (1319-1352)  | Ziemovit III van Mazovië (1314–1381) ∞ Euphemia van Troppau (1319-1352)  | Ziemovit III van Mazovië (1314–1381) ∞ Euphemia van Troppau (1319-1352)  | Algirdas (1296–1377) ∞ ? (–)                                             | Algirdas (1296–1377) ∞ ? (–)                                             | Algirdas (1296–1377) ∞ ? (–)                                             | Algirdas (1296–1377) ∞ ? (–)                                             |
| Ouders                                           | Ziemovit IV van Mazovië (1352–1425) ∞ Alexandra van Litouwen (1350–1434) | Ziemovit IV van Mazovië (1352–1425) ∞ Alexandra van Litouwen (1350–1434) | Ziemovit IV van Mazovië (1352–1425) ∞ Alexandra van Litouwen (1350–1434) | Ziemovit IV van Mazovië (1352–1425) ∞ Alexandra van Litouwen (1350–1434) | Ziemovit IV van Mazovië (1352–1425) ∞ Alexandra van Litouwen (1350–1434) | Ziemovit IV van Mazovië (1352–1425) ∞ Alexandra van Litouwen (1350–1434) | Ziemovit IV van Mazovië (1352–1425) ∞ Alexandra van Litouwen (1350–1434) | Ziemovit IV van Mazovië (1352–1425) ∞ Alexandra van Litouwen (1350–1434) |